# Andrés Simón
Andrés Simón Gómez (* 15. dubna 1961, Guantánamo) je bývalý kubánský sprinter, halový mistr světa v běhu na 60 metrů z roku 1989.

## Sportovní kariéra
Na univerziádě v roce 1985 byl členem vítězné kubánské štafety na 4 × 100 metrů. V roce 1989 v Budapešti vybojoval titul halového mistra světa v běhu na 60 metrů. Na olympiádě v Barceloně v roce 1992 získal spolu s dalšími členy kubánské štafety na 4 × 100 metrů bronzovou medaili.

## Osobní rekordy
- 60 m – 6,52 s (1989)
- 100 m – 10,06 s (1987)